# Vịt mỏ thìa

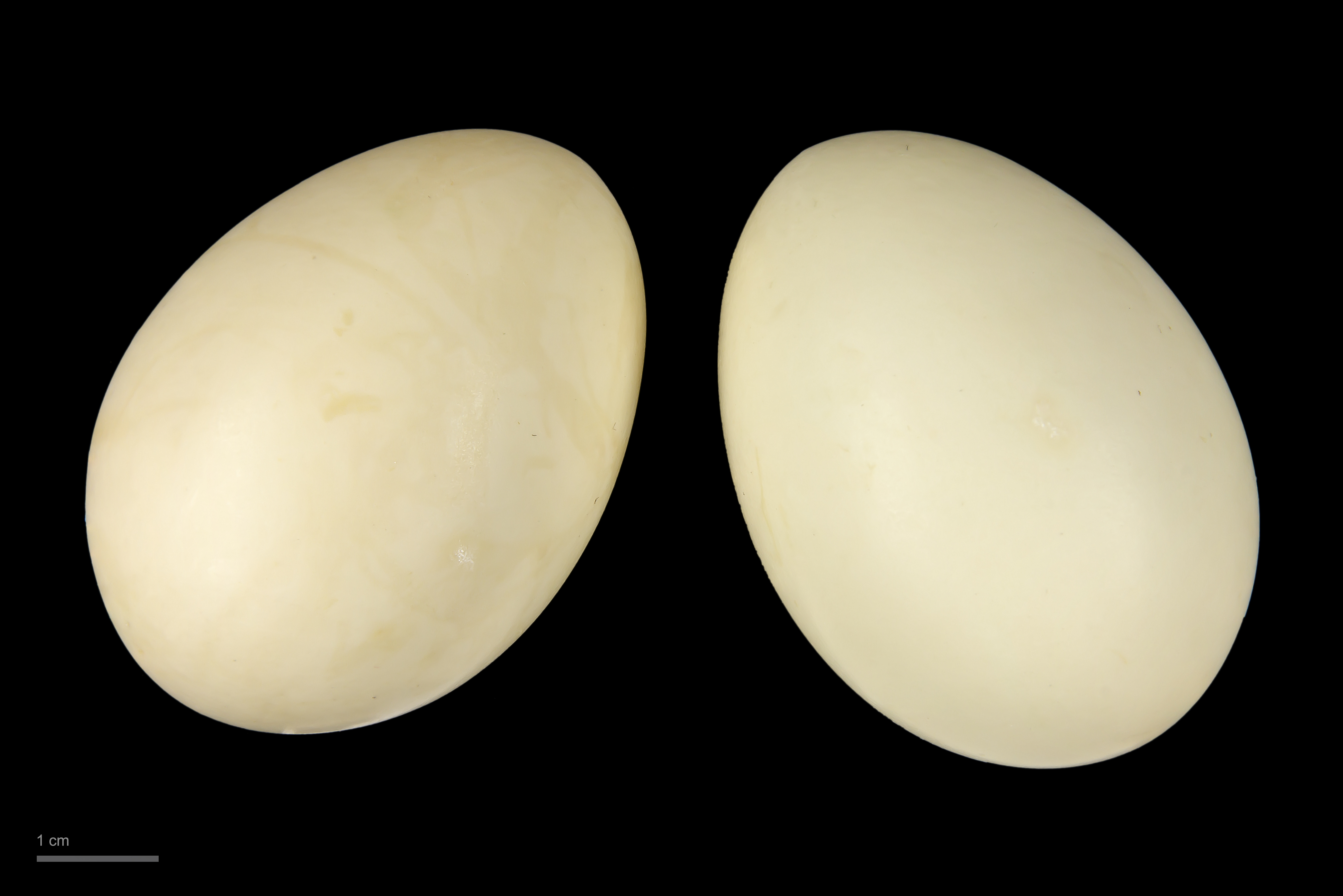
Spatula clypeata

Vịt mỏ thìa (danh pháp khoa học: Anas clypeata) là một loài chim trong họ Vịt.
Loài vịt này phổ biến và phân bố rộng rãi. Chúng sinh sản ở các vùng phía bắc của châu Âu và châu Á và khắp hầu hết Bắc Mỹ, trú đông ở phía nam châu Âu, châu Phi, tiểu lục địa Ấn Độ, Đông Nam Á, Trung và Nam Mỹ. Đây là một kẻ lang thang hiếm hoi đến Úc. Ở Bắc Mỹ, nó sinh sản dọc theo rìa phía nam của Vịnh Hudson và phía tây của mặt nước này, và phía Nam như Ngũ Đại hồ phía tây Colorado, Nevada và Oregon.